# Шкрели, Мартин
Ма́ртин Шкре́ли (англ. Martin Shkreli; род. 1 апреля 1983 года, Нью-Йорк) — американский предприниматель и инвестор албанского происхождения, ставший известным благодаря спекуляциям на стоимости лекарств.
По оценке Bloomberg на февраль 2018 года состояние Шкрели составляет около 27 млн долларов.
До мая 2022 года Шкрели содержался в федеральной тюрьме строгого режима в Алленвуде, штат Пенсильвания, с ожидаемой датой освобождения в сентябре 2022. 18 мая 2022 года было объявлено, что Шкрели досрочно освобождён.

## Биография

### Ранние годы
Мартин Шкрели родился в 1983 году в Бруклине, Нью-Йорк. Его родители были иммигрантами из Албании и Хорватии (шкрели — племя, обитавшее на севере Албании), сам он впоследствии называл себя «самым успешным албанцем, когда-либо ходившим по земле». После окончания Колледжа имени Баруха Мартин Шкрели стал заниматься инвестиционным бизнесом. Не имея медицинского или научного образования, решил реализовывать свои инвестиционные планы в фармацевтической отрасли.

### Первые шаги в инвестиционном бизнесе
Первый инвестиционный фонд Шкрели Elea Capital Management был основан в 2006 году, в 2009 году он стал соучредителем фонда MSMB Capital Management. В 2010 году Шкрели написал в Управление по санитарному надзору за качеством пищевых продуктов и медикаментов США, что при тестировании нового лекарства для лечения сахарного диабета от компании MannKind возникли серьёзные проблемы, и призывал не одобрять этот препарат. В то же время его фонд ставит на падение котировок компании MannKind и продаёт акции этой компании, не имея их в наличии. Из-за этого вдыхаемый инсулин компании MannKind был одобрен только в 2014 году. В 2011 году Шкрели применил аналогичную тактику против компании Navidea Biopharmaceuticals с препаратом для диагностики раковых заболеваний Lymphoseek.

### Спекуляции на стоимости препаратов
В сентябре 2014 года фармацевтическая компания Retrophin, созданная Мартином Шкрели как портфельный актив фонда MSMB Capital Management, выкупила права на препарат Thiola, который применялся для лечения редкого наследственного заболевания цистинурия. После этого Шкрели повышает цену на лекарство на 2000 %. В октябре того же года Шкрели вынуждают покинуть Retrophin. Вслед за этим компания подаёт на него иск с требованием выплаты 65 млн долларов США за нарушение правил торговли ценными бумагами.
В феврале 2015 года Мартин Шкрели основал фармацевтическую компанию Turing Pharmaceuticals. В августе того же года эта компания за 50 млн долларов США приобрела права на препарат Daraprim, который применяется для лечения токсоплазмоза у пациентов со слабой иммунной системой (ВИЧ-инфицированные, онкобольные, прошедшие курсы химиотерапии и др.). Вскоре после этого цена на препарат была повышена с 13,5 до 750 долларов (▲ 5455 %), а Мартин Шкрели оказался в центре внимания мировых СМИ.
Мартина Шкрели пригласили на телевидение, где он заявил, что не будет снижать цены на лекарства. Он оправдывал себя тем, что Daraprim производится с 1953 года и нуждается в доработке, а для этого требуются значительные средства. Возмущённая общественность стала использовать в отношении него такие прозвища как: «злодей», «лицо жадности», «враг народа № 1», «самый презираемый человек в Америке», «самый ненавистный бизнесмен США» и др. Демократический социалист Берни Сандерс, выдвинувший свою кандидатуру в президенты США, с возмущением отверг пожертвование от Мартина Шкрели в 2700 долларов США, передав их в пользу больницы в Вашингтоне. Через социальные сети Шкрели "троллил" своих ненавистников, в том числе и Хиллари Клинтон. В то же время он купил эксклюзивные права на новый альбом группы Wu-Tang Clan Once Upon a Time in Shaolin и даже не послушал его.

### Арест и дальнейшая судьба
17 декабря 2015 года Мартин Шкрели был обвинён Комиссией по ценным бумагам и биржам США в мошенничестве с ценными бумагами и арестован в своей квартире на Манхэттене, но затем отпущен под залог. Мошенничество, в котором обвинили Шкрели, заключалось в том, что в 2009—2014 годах он скрыл информацию от инвесторов и использовал активы своих новых компаний для выплаты долгов предыдущих (т. н. «схема Понци»). 18 декабря Мартин Шкрели покинул свой пост в Turing Pharmaceuticals, а 21 декабря был уволен и исключён из совета директоров компании KaloBios Pharmaceuticals, 70 % акций которой он приобрёл за месяц до ареста.
Подводя итоги 2015 года, журнал Forbes назвал Мартина Шкрели одним из «самых худших CEO» и включил в число тех, кто потерпел наибольшие карьерные неудачи в этом году.
9 марта 2018 года Шкрели был приговорён к семилетнему сроку в федеральной тюрьме и штрафу в размере 7,36 млн долларов. 22 апреля 2020 года Шкрели обратился с просьбой о сострадательном освобождении. В своей просьбе он сказал, что ему должно быть разрешено жить в квартире его тогдашней невесты в Нью-Йорке. Её имя было удалено из копий, выпущенных для прессы, но позже она идентифицировала себя как бывший репортёр Bloomberg Кристи Смайт. В его просьбе также говорилось, что его фирма нуждается в нём для разработки лекарства от COVID-19. Отказывая в просьбе, судья Мацумото охарактеризовал просьбу Шкрели как пример «бредового самовозвеличивающего поведения».
18 мая 2022 года Шкрели был освобождён из тюрьмы. По словам адвоката Шкрели Бенджамина Брафмана, это решение было принято после того, как он завершил «все программы, которые позволили сократить его тюремное заключение». Его перевели в учреждение социальной реадаптации, где, как сообщалось, он должен проживать до сентября 2022 года.

## Премия Мартина Шкрели
С 2017 года Институт Лауна присуждает премию Шкрели за «худшие примеры алчности и дисфункции в области здравоохранения».